# Стамптаун (ТВ серија)
Стамптаун (енгл. Stumptown) је америчка криминалистичко-драмска телевизијска серија која се приказује од 25. септембра 2019. године на мрежи ABC. Серија је заснована на истоименој серији стрипова чији су креатори Грег Рака, Метју Саутворт и Џастин Гринвуд и адаптирана за серију од стране писца-продуцента Џејсона Ричмана. Наслов Стамптаун је надимак за град Портланд, где се серија одвија.
У Србији се приказује од 12. фебруара 2020. године на каналу Fox, титлована на српски језик. Титлове је радио студио Mediatranslations.

## Радња
Декс Париос је мудра и снажна војна ветеранка и приватни детектив из Портланда. Њено самоуверено понашање доводи је у ситуацију да постаје мета криминалаца и није у милости ни полиције.